# Hans Hubberten
Hans Hubberten (* 19. Dezember 1929 in Krefeld; † 11. Juni 1988 in Bad Kohlgrub) war ein deutscher Drehbuchautor. Er schrieb als Autor zahlreiche Fernsehshows und war maßgeblich am großen Erfolg u. a. der Peter-Alexander-Show beteiligt.

## Biographie
Hubberten ging in Krefeld zur Schule. Die Eltern führten in Krefeld eine Gastwirtschaft „Zum Schwan“. Hubberten erhielt in seiner Kindheit intensiven Musikunterricht (Akkordeon und Klavier). Er malte auch sehr gerne, besonders Porträtbilder. Als 15-Jähriger musste Hubberten zum Arbeitsdienst an Schützengräben, von wo er aber bereits nach sechs Wochen zurückkehrte. Im Jahre 1943 zog die Familie Hubberten von Krefeld nach St. Tönis. Mit 17 Jahren hatte er nach der Schulausbildung (u. a. am Fichte-Gymnasium in Krefeld) die Möglichkeit, beim Sender in Köln, dem heutigen WDR, die „Praxis“ im Bereich Unterhaltung zu erlernen. Hubberten durfte bei einem Nachwuchswettbewerb des NWDR humorvolle Lieder am Flügel vortragen. Der damalige NWDR-Unterhaltungschef, Peter Kottmann, bot ihm ein Volontariat an. Hans Hubberten griff sofort zu. Das ermöglichte ihm den Kontakt zu Personen aus der Unterhaltungsbranche und ergab letztendlich den soliden Aufbau des weiteren Erfolges. Sein besonderer Stil der musikalischen Conferencen wurde von vielen bekannten Künstlern, aber auch vom Zuschauer gelobt. Mit seinem „Bummel durch westdeutsche Kabaretts“ machte er sich einen Namen. Harald Vock, Hauptabteilungsleiter für Unterhaltung beim NDR, entdeckte den talentierten Pointenschreiber dann für das Fernsehen. Einer seiner Förderer in der damaligen Zeit war auch der Show-Regisseur Michael Pfleghar.

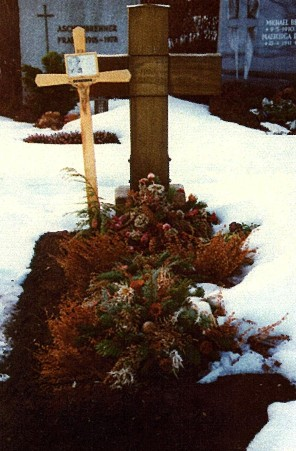
Grabstätte von Hans Hubberten

Mit der Karriere von Hubberten ist die Fernseherfolgsstory von Peter Alexander verbunden. Die damaligen ZDF-Shows (Spezialitäten..., Wir gratulieren...) mit den Büchern von Hans Hubberten und dargeboten von Peter Alexander erreichten hohe Einschaltquoten. Das Team um Erfolgsproduzent Wolfgang Rademann (Das Traumschiff, Die Schwarzwaldklinik) und Fernsehshowregisseur Ekkehard Böhmer setzte damit Maßstäbe in der Fernsehunterhaltung. Hubberten war ein Autor, der selbst komplizierte Ideen aufnahm und etwas daraus entwickelte. Eng mit der Karriere von Hubberten ist auch die seiner langjährigen Lebensgefährtin Gisela Schlüter verbunden.
Nicht nur Peter Alexander, auch viele andere Künstler agierten und sangen nach seinen Drehbüchern. TV-Beispiele dafür sind:
Zwischenmahlzeit, Haifischbar, Silvester-Shows, Hallo Paulchen, Treffpunkt Herz, Ein Abend für..., Die 100.000 PS-Show, Ich lade gern mir Gäste ein, Wir machen Musik, Hallo Vico, Anneliese Rothenberger gibt sich die Ehre, Start ins Glück, Glück und Glas, Ein Abend in Blau, Komm lieber Mai, Ein Tag in Wien, Und die Musik spielt dazu, So wird′s nie wieder sein, Das spricht Bände, Das gibt′s nur einmal, Das ist meine Welt, Mit Musik geht alles besser, Großes Glück zu kleinen Preisen, Musik liegt in der Luft, Flotte Formen – kesse Kurven, Von Haus zu Haus, Ich erinnere mich gern, Schlüssel – Schlager – Schnapsideen, Schön war die Zeit.
Im Jahre 1972 erhielt Hubberten die Goldene Kamera von „Hörzu“ als Autor der Peter-Alexander-Shows und war 1974 Preisträger der Robert-Stolz-Stiftung für sein Buch zur Sendung „Die Welt des Robert Stolz“.
Im Jahre 1988 verstarb Hubberten im Alter von 58 Jahren an den Folgen eines Herzinfarktes und wurde auf dem Friedhof von Bad Kohlgrub beigesetzt. Seine langjährige Lebensgefährtin Gisela Schlüter wurde 1995 neben ihm beigesetzt.
| Personendaten    | Personendaten           |
| ---------------- | ----------------------- |
| NAME             | Hubberten, Hans         |
| KURZBESCHREIBUNG | deutscher Drehbuchautor |
| GEBURTSDATUM     | 19. Dezember 1929       |
| GEBURTSORT       | Krefeld                 |
| STERBEDATUM      | 11. Juni 1988           |
| STERBEORT        | Bad Kohlgrub            |